# Monte Birrone
Il monte Birrone (2.131 m s.l.m.) è una vetta delle Alpi Cozie, nella sottosezione delle Alpi del Monviso.

## Caratteristiche

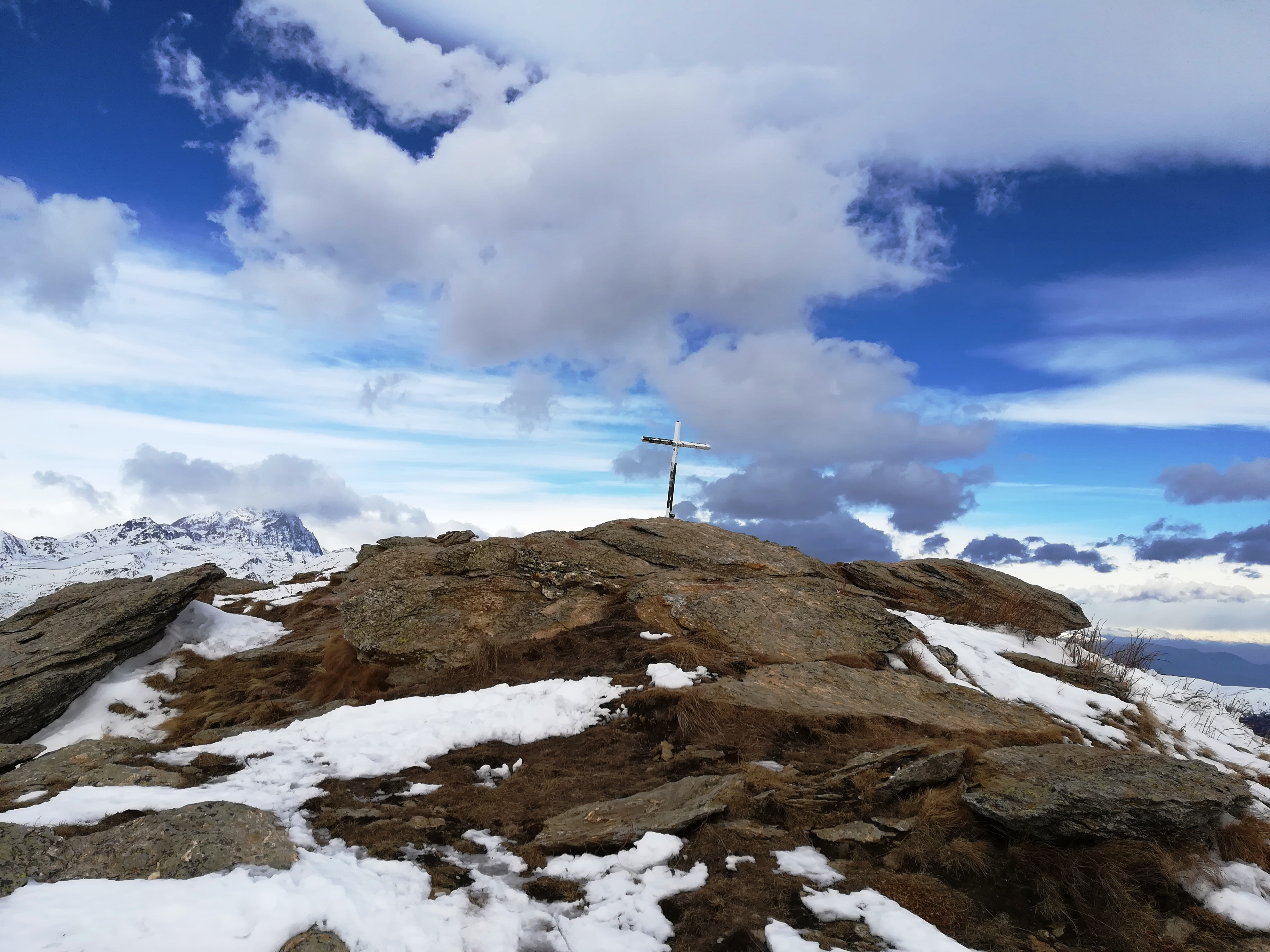
La cima del monte con la croce di vetta

Si trova sulla cresta spartiacque principale tra la valle Varaita e la valle Maira; la vetta è sul punto di incontro dei comuni di Frassino e Sampeyre in valle Varaita, e San Damiano Macra in valle Maira.
La cresta spartiacque sale da valle in direzione nord-ovest fino alla vetta, da dove piega in direzione ovest dirigendosi verso l'alta valle; una cresta secondaria si distacca dalla vetta in direzione nord-ovest, scendendo verso la frazione Rore di Sampeyre.
La montagna ha una caratteristica forma conica, con pendii relativamente dolci da tutti i lati; solo in prossimità della cima si hanno roccette e paretine un po' più scoscese. Le sue pendici sono tendenzialmente boscose fino a 1700–1800 m di quota su entrambi i versanti, mentre più in alto si hanno prati tenuti a pascolo. Dalla vetta, la cresta scende a sud-est fino al colle di Melle da dove si rialza verso il monte Cornet; in direzione opposta, scende al colle Birrone da dove poi risale verso il monte Rastcias.
Da un punto di vista geologico, la montagna è costituita da metamorfiti antiche (erciniche e pre-erciniche) del complesso Dora-Maira. La quasi totalità del monte è costituita da gneiss con intercalazioni di micascisti muscovitici; in alcune zone del versante settentrionale si hanno gneiss granitoidi. In prossimità della vetta, e più in basso sul versante sud-ovest, si hanno affioramenti di anfiboliti, gneiss anfibolici e cloritici, ed eclogiti; si ha inoltre, sulla cresta nord-ovest, un affioramento di quarziti micacee. A ovest, in corrispondenza del colle Birrone, queste formazioni sono confinate dai calcescisti ofiolitiferi del complesso delle pietre verdi di Gastaldi.
Per la sua felice posizione, è un ottimo punto panoramico sulla valle Varaita e sulle montagne delle Alpi Liguri e Marittime.
Ai piedi del versante meridionale, a circa 1700–1800 m di quota, transita la Strada dei cannoni, che unisce la colletta di Rossana al colle della Bicocca. Secondo lo studioso Marco Boglione, vi sono buone probabilità che si tratti della stessa strada dei Cannoni realizzata nel 1744 dall'esercito del Regno di Sardegna. La strada è ancora oggi percorribile con veicoli a motore adatti al fuoristrada leggero o in mountain bike.

## Accesso alla vetta

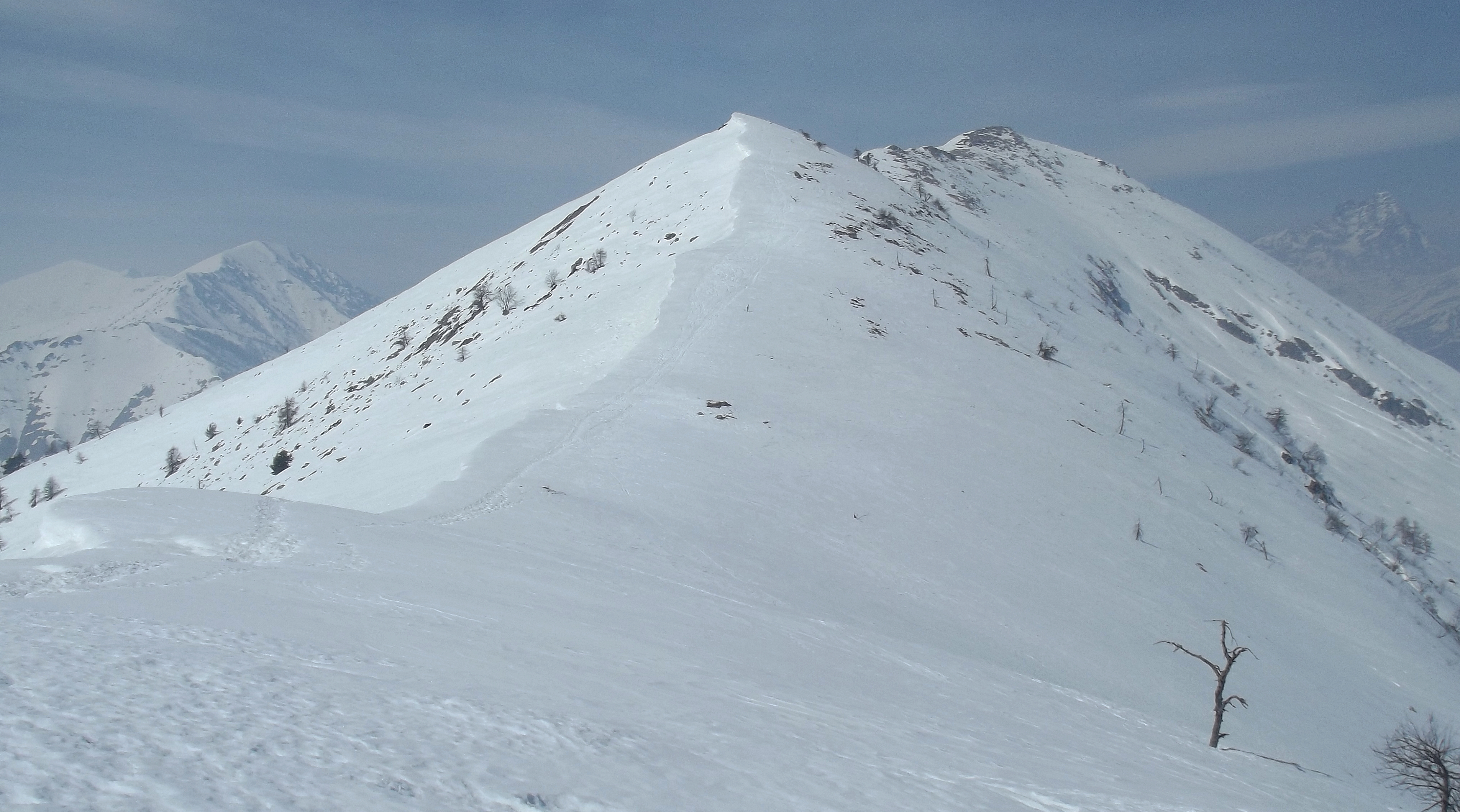
Il Birrone dal monte Cornet.

L'accesso alla vetta è di tipo escursionistico. I percorsi più brevi si sviluppano dal colle Birrone, direttamente raggiunto dalla strada dei cannoni, o dal colle di Melle, abbastanza prossimo alla medesima. Il colle Birrone è raggiunto da una strada carrozzabile che vi sale da San Damiano Macra; è inoltre raggiunto da un sentiero che risale da Rore, in valle Varaita. Altre vie di accesso partono dalla frazione San Maurizio di Frassino; dalla frazione Ballatori di Melle; dal santuario di Valmala, seguendo gran parte della strada dei cannoni spostandosi eventualmente in cresta; dalla frazione Palù di San Damiano Macra, puntando direttamente alla vetta.

### Accesso invernale
La vetta è raggiungibile anche in inverno, con le ciaspole o gli sci.

### Punti d'appoggio
Non esistono rifugi nelle vicinanze. Si possono trovare strutture ricettive di tipo alberghiero nei sottostanti paesi di Sampeyre, Frassino, San Damiano Macra e al Santuario di Valmala.